# Ancistrocerus krausei
Ancistrocerus krausei är en stekelart som beskrevs av Giordani Soika 1966. Ancistrocerus krausei ingår i släktet murargetingar, och familjen Eumenidae. Inga underarter finns listade i Catalogue of Life.